# Hadâm Suleiman Pașa (guvernatorul Egiptului)
Hadâm Suleiman Pașa (în turcă otomană خادم سلیمان پاشا, în turcă Hadım Süleyman Paşa; n. 1467 – d. septembrie 1547, Malkara⁠(d), Provincia Tekirdağ, Turcia) a fost un vicerege (guvernator) al Egiptului Otoman. Hadâm a fost de origine maghiară, fiind recrutat prin intermediul tributului de sânge în rangurile ienicerilor.